# Ian Raby
Ian Raby (n. 22 septembrie 1921 - d. 7 noiembrie 1967) a fost un pilot englez de Formula 1 care a evoluat în Campionatul Mondial între anii 1963 și 1965.